# Евронат
Евронат — организация европейских ультраправых националистических политических партий, первоначально образованная на съезде Французского Национального фронта в Страсбурге 30 марта 1997 года. Евронат обладал свободными организационными структурами и базировался на координации действий с Национальным фронтом. Организации не удалось привлечь значительную поддержку в Западной Европе, в то время как Жан-Мари Ле Пену (тогдашнему лидеру Национального фронта) удалось получить поддержку в Европе Восточной. Так называемый Норднат был попыткой сформировать региональную организацию скандинавских партий. По состоянию на конец 2000-х годов, только Национальный фронт, Британская национальная партия, Национальные демократы (Испания), Национальные демократы (Швеция), Шведские демократы, итальянская Fiamma Tricolore, Новые правые (Нидерланды) состояли в качестве членов Евроната.
Прекратила существование 24 октября 2009 года — однако практически одновременно появился близкий по идеологии Альянс европейских национальных движений, куда вошли некоторые из бывших членов Евроната.

## Состав
Члены объединения:
- Национальный фронт (Франция)
- Новые правые[англ.] (Нидерланды)
- Социальное движение — Трёхцветное пламя (Италия)
- Шведские демократы (Швеция)
- Национальные демократы[англ.] (Испания)
- Британская национальная партия (Великобритания)
- Коалиция за республику — Республиканская партия Чехословакии (Чехия)

В 1999 году объединение состояло из:
- Национальный фронт (Франция)
- Фламандский интерес (Бельгия)
- Венгерская партия юстиции и права[англ.] (Венгрия)
- Великая Румыния (Румыния)
- Сербская радикальная партия (Сербия)
- Словацкая национальная партия (Словакия)
- Национальные демократы (Швеция)
- Национальные демократы[англ.] (Испания)
- Греческий фронт[англ.] (Греция)
- Итальянское социальное движение (Италия)